# 주미연
주미연(1991년 ~)은 대한민국의 가수다. 2017년 디지털 싱글 [이별 後(후)]로 데뷔했다.

## 방송
- K팝스타 5 (2015) - Top10

## 음반
- K팝 스타 시즌 5 '그대는 눈물겹다' (2015)
- K팝 스타 시즌5 TOP10 Part.1 (2016)
- 이별 後(후) (2017)